# Heilige Lanze

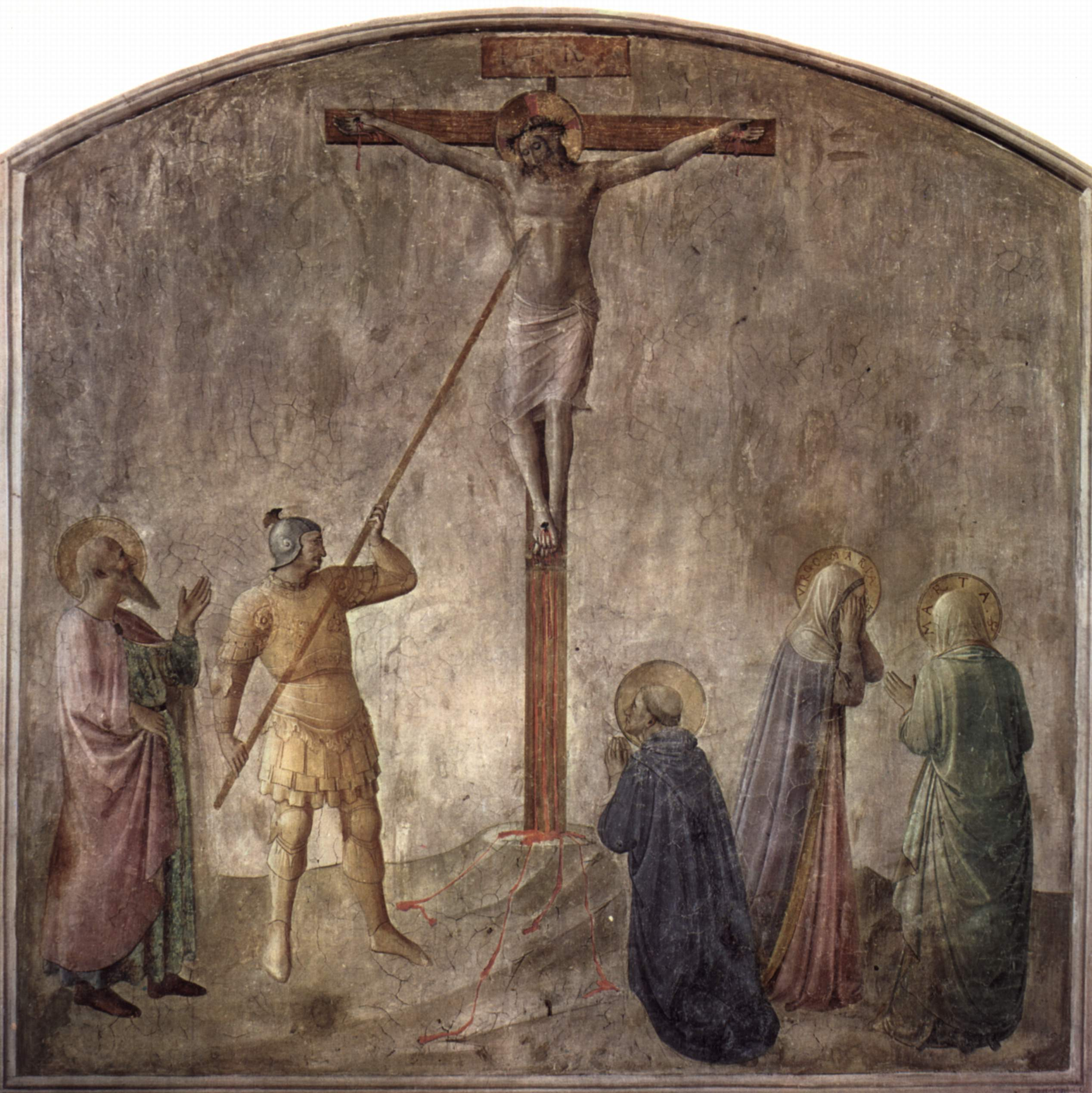
Kreuzigung Christi mit Lanzenstich des Hauptmanns Longinus, Fresko von Fra Angelico (um 1437–1446)

Die Heilige Lanze (auch Longinuslanze, Mauritiuslanze oder Speer des Schicksals) ist das älteste Stück der Reichskleinodien der Könige und Kaiser des Heiligen Römischen Reiches. Sie enthält angeblich ein Stück eines Nagels vom Kreuz Christi (Heiliger Nagel). Nach der Legende gehörte die Lanze Mauritius, dem Anführer der Thebaischen Legion, oder nach anderen Quellen dem römischen Hauptmann Longinus, der mit ihr den Tod Jesu überprüfte (Johannes 19,34 ), so dass sie auch mit dessen heiligem Blut getränkt sein soll.
Zeitweise war sie das bedeutendste Stück der Insignien, später trat an ihre Stelle die Reichskrone. Die Lanzenspitze wurde in einem Hohlraum im Inneren des Querbalkens des Reichskreuzes aufbewahrt. Ein Herrscher, der diese Lanze besaß, galt als unbesiegbar. Sie war das sichtbare Zeichen dafür, dass seine Macht von Gott ausging und er der Stellvertreter Christi war.
Für mindestens drei weitere Lanzen bzw. deren Spitzen wurde der Anspruch erhoben, die „echte“ Heilige Lanze aus der Zeit Christi zu sein (siehe Andere Heilige Lanzen). Schon zur Zeit Kaiser Ottos III. wurden zwei Kopien der zu den Reichskleinodien gehörenden Lanze hergestellt und an befreundete Herrscher übergeben (die Fürsten Polens und Ungarns).
Die Lanze wurde zusammen mit den anderen Reichskleinodien im Koalitionskrieg 1796 von ihrem traditionellen Aufbewahrungsort Nürnberg nach Wien gebracht, um sie vor dem Zugriff Napoleon Bonapartes zu schützen.
Hitler ließ die Lanze nach dem Anschluss Österreichs 1938 nach Nürnberg bringen. Sie wurde 1945 von Soldaten der US Army in den dortigen Felsengängen aufgefunden und zurück nach Wien gebracht. Sie wird in der Schatzkammer der Wiener Hofburg unter der Inventarnummer XIII, 19 ausgestellt.

## Aussehen

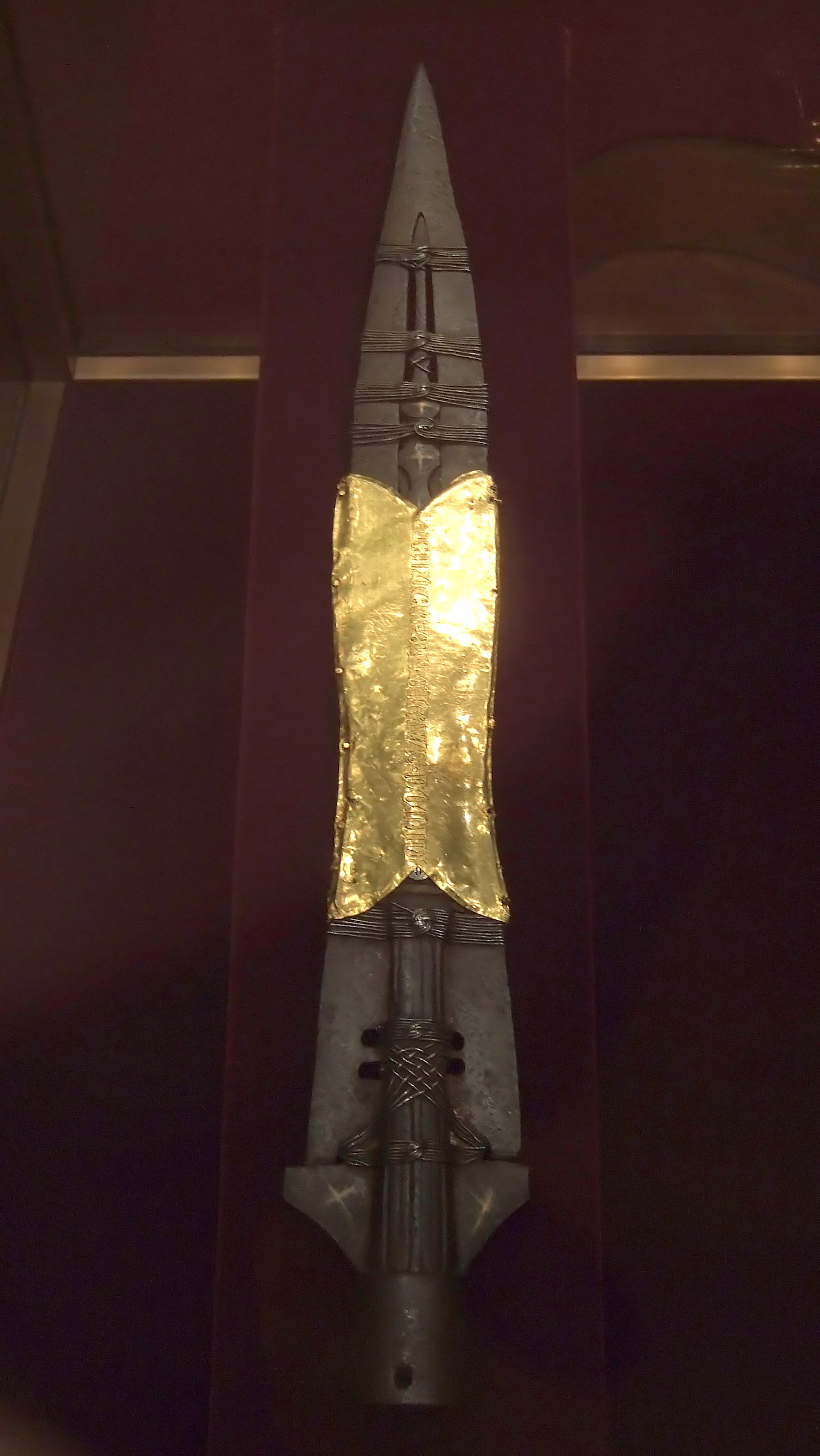
Die Heilige Lanze in der Schatzkammer Wien

Die Heilige Lanze, von der nur noch die Spitze erhalten geblieben ist, ist eine 50,7 Zentimeter lange Flügellanze. Der Lanzenschaft, der wohl aus Holz gefertigt war, fehlt. Aus dem Lanzenblatt ist ein spitzovaler Teil auf einer Länge von 24 Zentimeter und einer maximalen Breite von 1,5 Zentimeter herausgeschnitten. In diesem ist ein ornamental zurechtgeschmiedetes, auch als Dorn (lat. spina) bezeichnetes Eisenstück eingepasst, dessen unteres abgebrochenes Ende fehlt. Es ist mit vierfachem Silberdraht befestigt, wobei nicht klar ist, ob er früher in anderer Weise fester in den Freiraum eingefügt war.
Dieser Dorn galt jahrhundertelang als der „Heilige Nagel“. Ein (Kreuz-)Nagel kann er keinesfalls gewesen sein. Jedoch befinden sich auf zwei von den drei mondsichelförmigen Ausnehmungen mit knotenartigen Verdickungen des Dorns messingtauschierte Kreuze, die vielleicht eingelagerte Kreuznagelpartikelchen markieren.
Dort, wo sich das Lanzenblatt verjüngt, um in die Tülle überzugehen, ist auf jeder Seite der Lanze nachträglich je eine kurze zusätzliche Stahlschneide angebracht, auf deren innerer Seite zur Befestigung an der Lanze Löcher gebohrt wurden. An diesen beiden etwa rechteckigen Stahlklingen, welche oft als Messerklingen interpretiert wurden, fallen ungewöhnlich tiefe Scharten auf, wie von einer scharfen Klinge beim Parieren oder im Gegenhieb verursacht.
Derartige Beschädigungen lassen sich in großer Zahl auf den Schneiden von Lanzenspitzen aus Opferfunden der vorrömischen und römischen Kaiserzeit nachweisen.
Halt und Befestigung finden diese zusätzlichen Klingen hauptsächlich durch die von den Edelmetallmanschetten weitgehend verdeckten Lederbänder und den kunstvoll verspannten Silberdraht. Da die Art ihrer Verbindung mit dem Hauptteil des Lanzenblatts sehr dem oben eingefügten Eisendorn ähnelt, wird schon seit langem angenommen, dass beides im gleichen Arbeitsgang hinzugefügt wurde, also vor etwa 1000 Jahren.
Das Lanzenblatt ist gebrochen. Möglicherweise brach es beim Ausmeißeln des Spalts kurz vor dem Jahr 1000, da in eine vereinfachte, noch existierende Kopie, die Kaiser Otto III. nach Krakau verschenkt hat, auch eine Nachbildung dieses Dorns eingepasst ist. Die Bruchstelle ist dreifach verkleidet, zuerst mit einem schmalen Eisenband, dann mit einem breiten Silberblech und zuletzt mit einem Goldblech. Die silberne Manschette trägt auf einem vergoldeten Streifen folgende lateinische Inschrift:

“CLAVVS DOMINI + HEINRICVS D(EI) GR(ATI)A TERCIVS ROMANO(RUM) IMPERATOR AVG(USTUS) HOC ARGENTUM IVSSIT FABRICARI AD CONFIRMATIONE(M) CLAVI LANCEE SANCTI MAVRICII + SANCTVS MAVRICIVS”

„Nagel des Herrn + Heinrich von Gottes Gnaden der Dritte, erhabener Kaiser der Römer, befahl dieses Silberstück herzustellen zur Befestigung des Nagels der Heiligen Lanze des Mauricius + heiligen Mauricius“

Der Auftraggeber der silbernen Manschette ist Heinrich IV., er ließ diese in der Zeit zwischen 1084 und 1105 anbringen. Heinrich IV. hatte sie in der Schlacht bei Flarchheim durch den für ihn kämpfenden Herzog Vratislav von König Rudolf von Rheinfelden erbeutet. Er wies an, dass die Lanze künftig bei feierlichen Anlässen den Herzögen von Böhmen vorangetragen werden sollte.
Die oberste goldene Manschette, die Kaiser Karl IV. anfertigen ließ, ist mit der lateinischen Inschrift “+LANCEA ET CLAVUS DOMINI” (deutsch: „+ Lanze und Nagel des Herrn“) versehen.

## Geschichte

### Entstehung

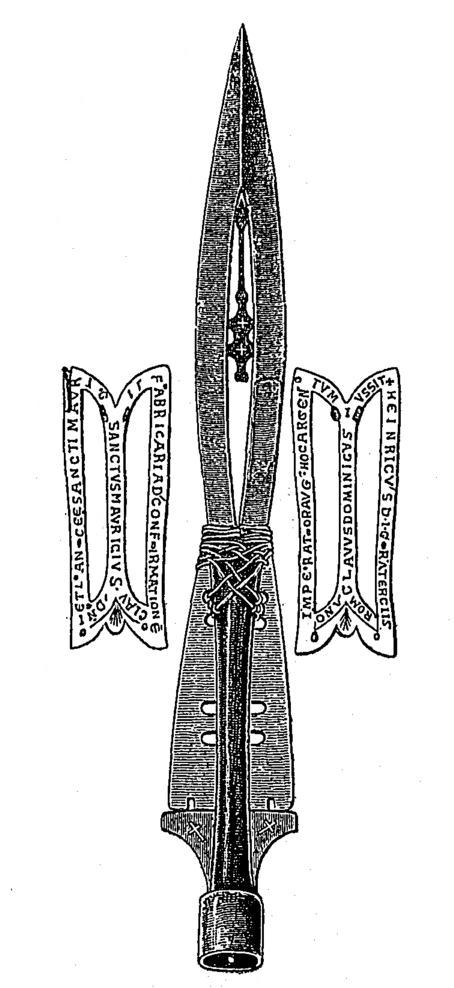
Zeichnung der Heiligen Lanze im Detail

Metallurgische Untersuchungen der Montanuniversität Leoben zeigten schon 1914, dass die Heilige Lanze erst im 8. Jahrhundert nach Christus nach dem Muster einer karolingischen Flügellanze hergestellt worden sein kann. Auf dem Hoftag zu Worms 926 erwarb König Heinrich I. die Heilige Lanze vom burgundischen König Rudolf II., der sie 922 vom Grafen Samson samt Herrschaft über Italien erhalten hatte, im Austausch gegen die Südwestecke des Ostfrankenreichs, die Stadt Basel. Bald bildete sich die Legende, Heinrich I. verdanke seinen Sieg über das gefürchtete Heer der Ungarn in der Schlacht bei Riade an der Unstrut 933 nur dem Einsatz der Heiligen Lanze. Auch bei der Schlacht bei Birten 939, in der sich Otto I. gegen reichsinterne Gegner durchsetzte, und bei der Schlacht auf dem Lechfeld 955, in der die Ungarn von König Otto I. endgültig besiegt wurden, soll die Lanze zum Einsatz gekommen sein. Die neuesten Untersuchungen durch Wissenschaftler der Universität Wien förderten jedoch keinerlei typische Kampfspuren an der Lanzenspitze zu Tage. Die Heilige Lanze dürfte hingegen in ihren Anfängen als Fahnenlanze in Verwendung gewesen sein. Dass die vier Nietlöcher des neuen Eisenrings am Lanzenschaft abgenutzt sind, ist eine Bestätigung für die anfänglich intensive, nicht auf Schonung bedachte Nutzung der Lanze – und zwar nach dem Jahr 1000, da dieser Schaftring an der Kopie in Krakau noch nicht vorhanden ist.
Schon das Mitführen der Heiligen Lanze bei Kriegszügen garantierte angeblich dem Herrscher die Unbesiegbarkeit. Daher ließ auch Otto III. auf seinem Zug nach Rom 996 die Lanze dem Heer voraustragen. Otto III. schätzte die Lanze so sehr, dass er im Jahre 1000 eine Kopie an den polnischen Herzog Boleslaw I. von Polen weitergab, als er diesen zum „socius et amicus“ (lateinisch für „Verbündeter und Freund“) ernannte. Boleslaw I. leitete aus diesem Vorgehen für sich die Königswürde ab. Otto III. hatte die Lanze stets bei sich gehabt, auch als er im Alter von 21 Jahren in Italien ohne direkte Nachkommen starb.
Bei der Überführung seines Leichnams nach Aachen im Jahre 1002 in Begleitung des Erzbischofs Heribert von Köln brachte der spätere Kaiser Heinrich II. die Reichskleinodien in seine Gewalt, um sich die Thronfolge zu sichern. Die Heilige Lanze war jedoch schon vorausgeschickt worden, und so setzte Heinrich II. auch den Bruder Erzbischof Heriberts, den Bischof von Würzburg, gefangen, um so die Herausgabe der Lanze zu erzwingen. Bernhard II. übergab die in seiner Obhut befindliche Heilige Lanze erst an Heinrich II., als dieser im Juli 1002 bei der Nachwahl zum König in Merseburg das alte sächsische Recht zu achten versprach.

### Beschreibung und Umdeutung zur Mauritiuslanze
Eine erstmalige umfangreiche Beschreibung der Lanze findet sich um das Jahr 961 bei Liutprand von Cremona, einem Geschichtsschreiber aus der Zeit Otto I. Er schreibt über das Aussehen der Lanze (deutsche Übersetzung):

„Die Lanze war anders als die sonstigen Lanzen, nach Art und Gestalt etwas Neues, insofern als das Eisen beiderseits des Grats Öffnungen hat, und statt der kurzen seitwärts gerichteten Zweige erstrecken sich zwei sehr schöne Schneiden bis zum Abfall des Mittelgrats … Und auf dem Dorn, den ich vorher den Grat nannte, trug sie Kreuze aus den Nägeln (die durch die Hände und Füße unseres Herrn und Erlösers Jesus Christus geschlagen waren)…“

Die frühen ottonischen Geschichtsschreiber nannten die Lanze noch einfach „lancea sacra“. In den folgenden Jahrhunderten verbreitete sich jedoch die Ansicht, sie sei vom heiligen Mauritius getragen worden, einem römischen Legionär und Märtyrer, der zur Zeit des römischen Kaisers Maximian, Schwiegervater des Kaisers Konstantin, hingerichtet worden war. Eine Weitergabe der Lanze durch Konstantin, wie es die Überlieferung besagte, wäre damit nicht ganz unwahrscheinlich gewesen. Der früheste schriftliche Beleg für diesen Bedeutungswandel findet sich in einem um 1000 geschriebenen Brief von Bruno von Querfurt, der jedoch noch nicht direkt von der Mauritiuslanze spricht. Erst Mitte des 11. Jahrhunderts lässt sich die Lanze in schriftlichen Quellen als „lancea sancti Mauritii“ nachweisen. Unter Heinrich III. war die Umdeutung schon so dominant, dass dieser die Lanze mit einer Silbermanschette, die eine Mauritiusinschrift trägt, verkleiden ließ. Dadurch verbanden sich der Kult um die Lanze und um Mauritius sehr stark. Im Hochmittelalter galt die Mauritiuslanze als einer der mächtigsten heiligen Gegenstände, da sie dem Träger Unbesiegbarkeit in der Schlacht garantiere.

### Prag, Nürnberg und Wien

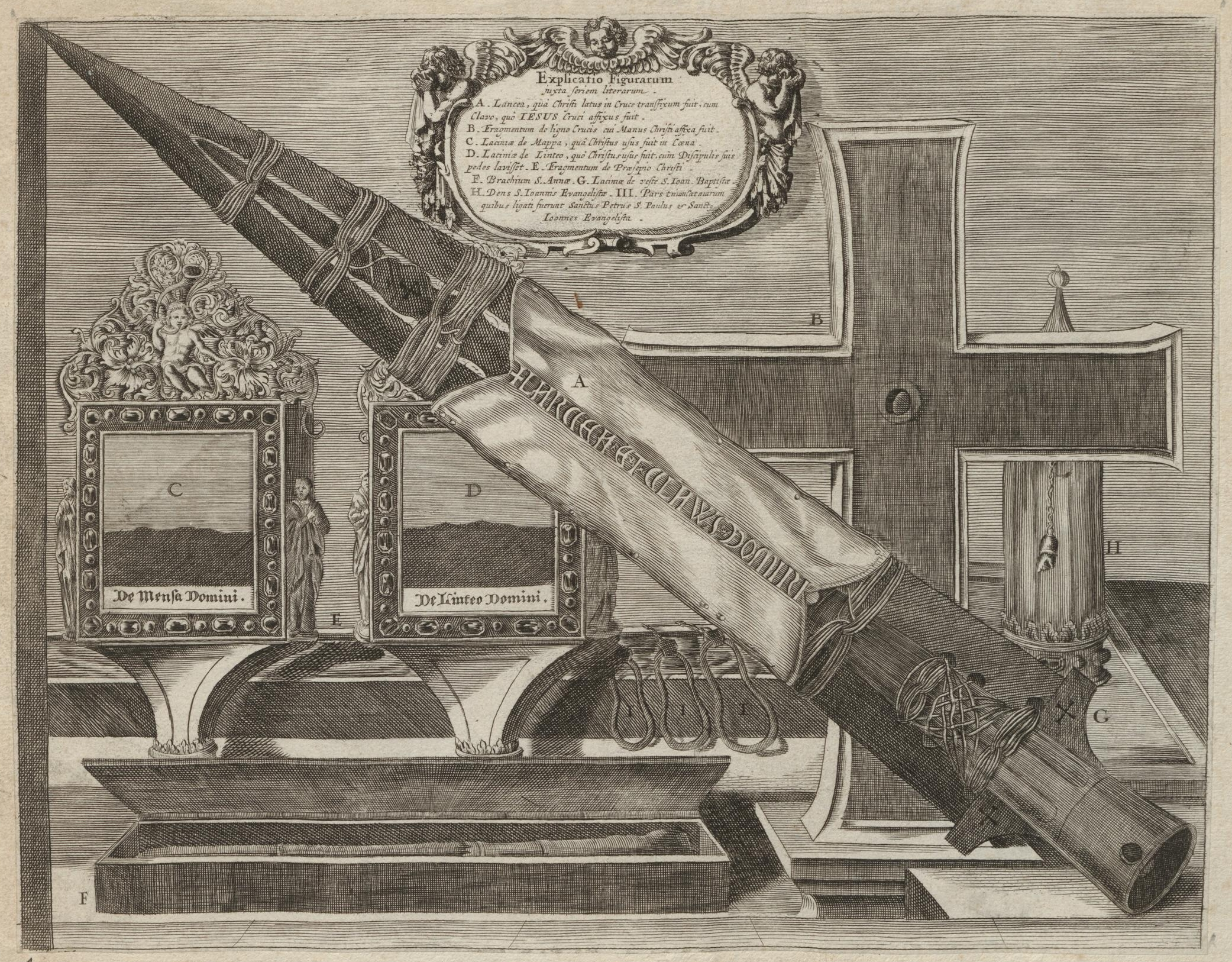
„Abbildung des Großen Heiligthums zu Nürnberg“, 18. Jahrhundert

Kaiser Karl IV. aus dem Hause der Luxemburger entdeckte die Heilige Lanze als Machtsymbol wieder. Da sich die Kaiserkrone im Besitz seiner Widersacher aus dem Hause Wittelsbach befand, ließ Karl die Lanze zur Legitimation seiner Kaiserwürde aus dem Zisterzienserkloster Stams in Tirol auf seine Residenz nach Prag bringen. Erst ab dem beginnenden 13. Jahrhundert ist durch ein päpstliches Schreiben die Legende überliefert, bei der Heiligen Lanze handle es sich um die gleiche Lanze, die von einem römischen Legionär mit Namen Longinus zur Überprüfung des Todes Jesu am Kreuz verwendet worden war. Zuvor hatten die Splitter der in der Lanze verarbeiteten Nägel, die angeblich vom Kreuz Christi stammten, ausgereicht, um den Ruf der Lanze als bedeutende Reliquie zu begründen. Wurden anfangs nur die Partikel von Nägeln erwähnt, so wurde später der Dorn in der Mitte der Lanzenspitze als Nagel vom Kreuz des Herrn bezeichnet. Vielleicht kam es durch den Einbau dieses Mittelstücks zum Bruch der Lanze, vielleicht aber auch bei der Entnahme von Material für Kopien, die Otto III. anfertigen ließ.
Karl IV. ließ sich die Bedeutung der Heiligen Lanze als doppelte Reliquie vom Papst bestätigen und richtete zu ihren Ehren einen Feiertag ein. Um 1354, zur ersten Feier des „Hochfests der Heiligen Lanze samt Kreuznagel“, ließ Karl IV. den Bruch durch eine weitere goldene Manschette über den ersten beiden aus Eisen und Silber weiter festigen und entsprechend beschriften. Diese Manschette enthält eine Inschrift, die die Lanze als doppelte Reliquie kennzeichnet und den Nagel vom Kreuz Jesu erwähnt: LANCEA ET CLAVUS DOMINI – Lanze und Nagel des Herrn.
Unter Kaiser Sigismund brachen in Böhmen die Hussitenkriege aus. Die Reichsinsignien und damit auch die Heilige Lanze wurden außer Landes gebracht und von Sigismund 1424 der Stadt Nürnberg zur „ewigen“ Aufbewahrung übergeben. Die Heilige Lanze zog besonders am Hochfest zu ihrer Verehrung große Pilgerscharen nach Nürnberg. Erst mit der Reformation endete die Bedeutung der Lanze als Reliquie.
Im Verlauf der napoleonischen Kriege waren die Reichskleinodien neuerlich gefährdet. Kaiser Franz II. befürchtete, Napoleon könnte den Anspruch auf den römisch-deutschen Kaisertitel erheben, sollte er in den Besitz der Reichsinsignien kommen. Daher ließ er diese 1796 zusammen mit der Heiligen Lanze zuerst nach Regensburg und 1800 in seine Schatzkammer in der Hofburg in Wien bringen.

### Die Lanze im „Dritten Reich“

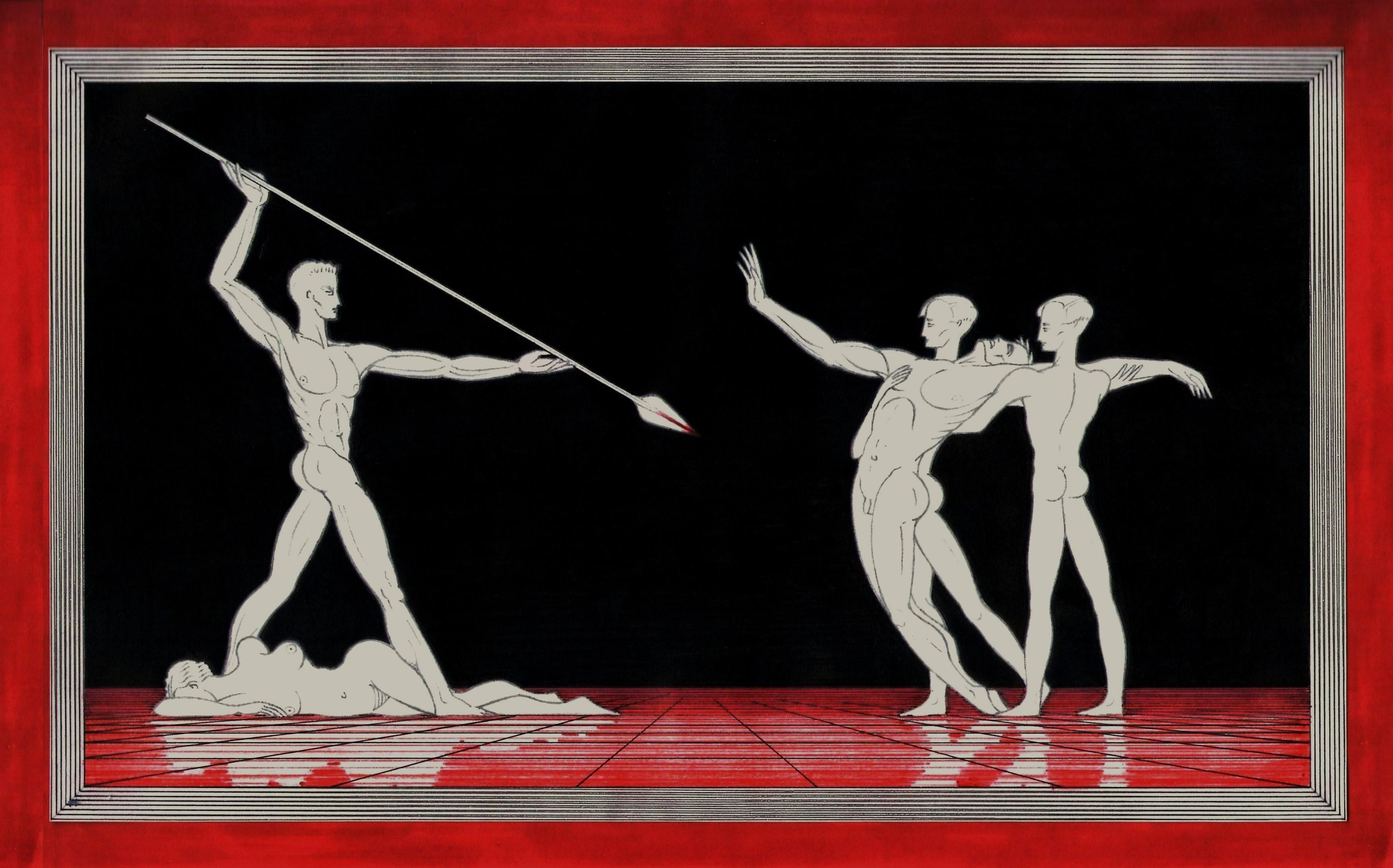
Richard Wagner, Parsifal, 3. Aufzug: „Nur eine Waffe taugt“. Zeichnung von Arnaldo Dell’Ira, ca. 1930.

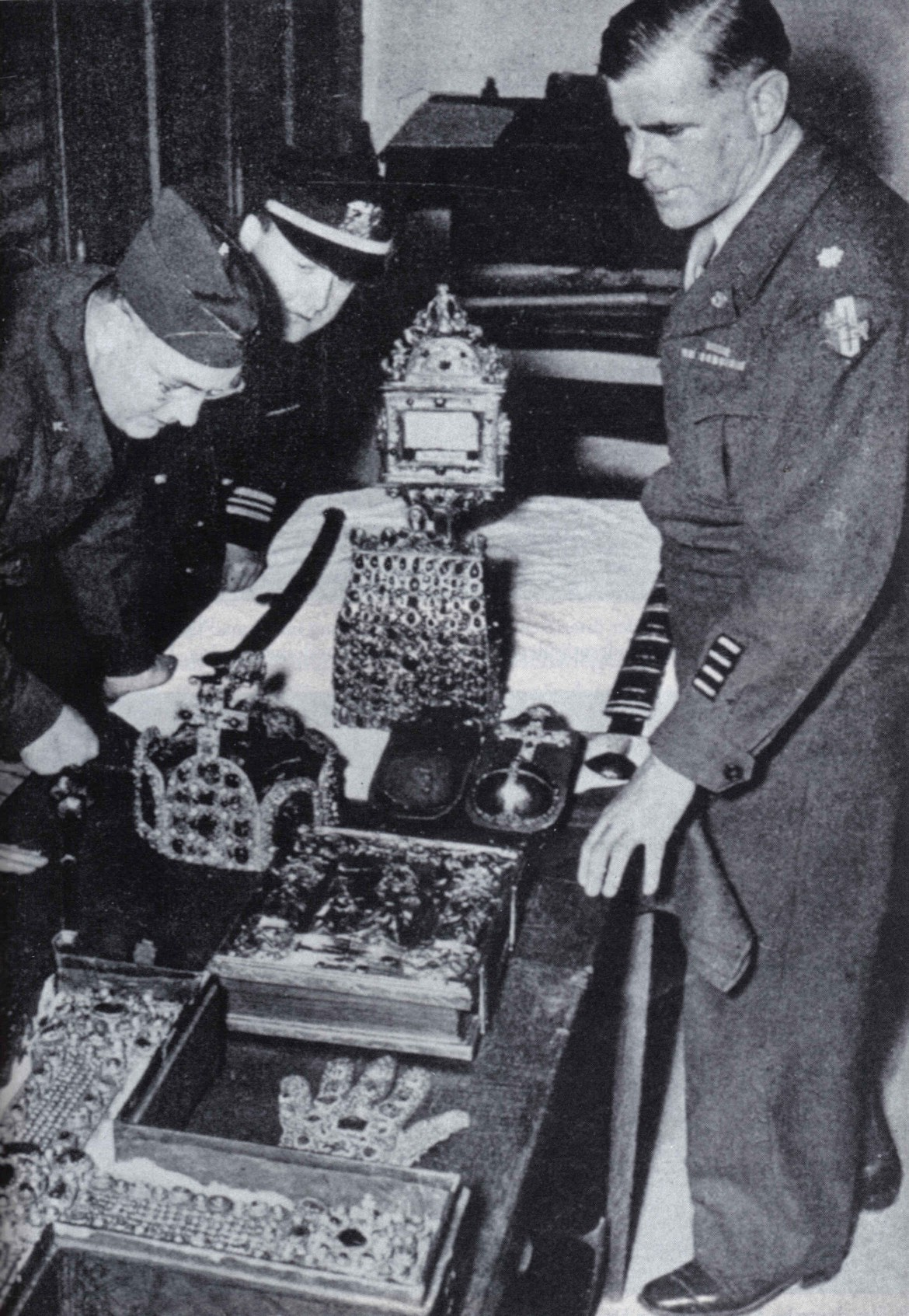
Übergabe der Reichskleinodien durch die Vereinigten Staaten (Wien, 1946)

Hitler schrieb in Mein Kampf in Bezug auf die durch den Deutschen Krieg 1866 vollzogene Trennung von österreichischer und preußisch-deutscher Geschichte: „Die zu Wien bewahrten Kaiserinsignien einstiger Reichsherrlichkeit scheinen als wundervoller Zauber weiter zu wirken als Unterpfand einer ewigen Gemeinschaft.“ Nach dem Anschluss Österreichs an das Deutsche Reich wurden die Reichskleinodien 1938 von Wien wieder nach Nürnberg überstellt. Fest steht, dass Hitler damit den Lokalpolitikern der Stadt, die durch die Abhaltung der Parteitage auf dem Reichsparteitagsgelände fest mit der NSDAP verbunden waren, einen Gefallen erweisen wollte. Erst gegen Ende des 20. Jahrhunderts kamen Thesen auf, Hitler sei es dabei nur um die Heilige Lanze gegangen, die ihm Unbesiegbarkeit verleihen sollte und die er als Wunderwaffe einsetzen wollte. Diese These geht anscheinend auf das Buch Der Speer des Schicksals (The Spear of Destiny, 1973) von Trevor Ravenscroft zurück.
Gegen diese Thesen spricht auch, dass sich die Lanze zusammen mit den anderen Insignien des römisch-deutschen Kaisertums zu Kriegsende noch immer in Nürnberg befand, wo sie von amerikanischen Soldaten gefunden wurde. 1946 wurden die Reichskleinodien als Beutegut des „Dritten Reichs“ von den Vereinigten Staaten an die Schatzkammer in Wien zurückgegeben. Die Heilige Lanze ist dort noch ausgestellt. Auch das Gerücht, die Lanze habe dabei ihren Weg in die Vereinigten Staaten gefunden und nur eine Kopie sei in der Schatzkammer ausgestellt worden, bewahrheitete sich nicht. Röntgenaufnahmen und andere zerstörungsfreie Materialprüfungen des Interdisziplinären Forschungsinstituts für Archäologie der Universität Wien in den vergangenen Jahren zeigten, dass es sich dabei um die oftmals beschriebene 1200 Jahre alte Lanze handelt.
Unabhängig von allen Gerüchten ist festzuhalten, dass die Mediävistik im „Dritten Reich“ eine intensive Diskussion um die Lanze als Herrschaftsinsignie der Ottonen, vor allem in den Händen Heinrichs I. und Ottos I., führte. Die ersten beiden Ottonen galten seit dem 19. Jahrhundert gemeinhin als Vorläufer des nach Osten gerichteten Imperialismus und erfuhren seit 1933 besondere Hochschätzung. An der Diskussion beteiligt waren der SS nahestehende anerkannte Historiker. So bezeichnete Albert Brackmann wiederholt die Lanze als Mauritiusreliquie in den Händen Ottos, für den der in Magdeburg verehrte Mauritius als „Schutzpatron des deutschen Ostens“ gegolten habe. Der im „Ahnenerbe“ mitarbeitende und an den Universitäten in München und Kiel lehrende Otto Höfler identifizierte in einem Vortrag über das „germanische Kontinuitätsproblem“ beim Historikertag 1937 in Erfurt die Lanze fälschlich als den „heiligen Speer Wotans“, der als Reichslanze lediglich römisch-christlich überfremdet worden sei. Anfang der 1940er Jahre beteiligten sich neben Brackmann parallel an der Diskussion der Mediävist Hans-Walter Klewitz, Josef Otto Plassmann als großer Heinrichsverehrer in Heinrich Himmlers Persönlichem Stab, und Alfred Thoß, NS-Schriftsteller und Angehöriger der Waffen-SS, in einer weiteren Auflage (1943) seiner Heinrichsmonografie von 1936.

## Bedeutung der Heiligen Lanze
Das Zeitalter der Reformation und der Aufklärung hat auch die Heilige Lanze entmythologisiert und damit ihres Symbolgehaltes, der ihren eigentlichen Wert ausmacht, entkleidet. Daher wird ihr im Vergleich zu anderen Reichskleinodien relativ wenig Beachtung geschenkt. Dies mag auch daran liegen, dass die anderen Teile der Reichskleinodien allein durch das Gold, die Edelsteine und Emaillearbeiten Interesse wecken.

## Andere Heilige Lanzen

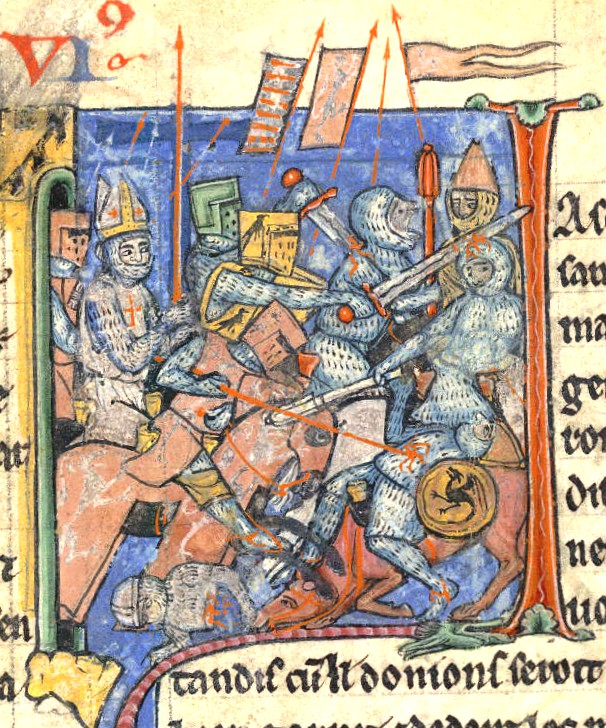
Adhémar de Monteil als Träger der Heiligen Lanze (von Antiochia), Darstellung aus einem hochmittelalterlichen Manuskript

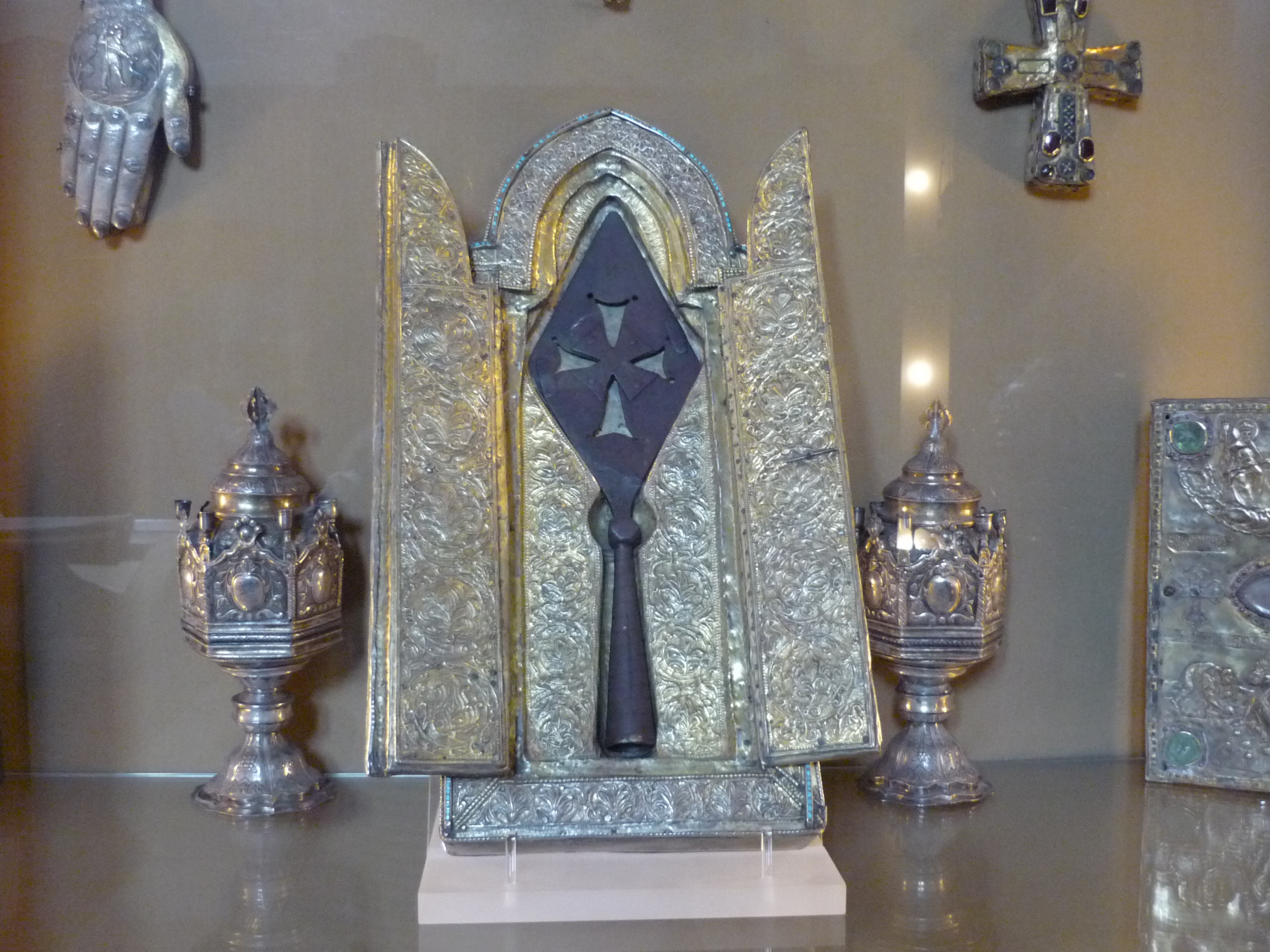
Heilige Lanze im armenischen Etschmiadsin

Als die Kreuzfahrer 1098 während des Ersten Kreuzzugs in der von ihnen eroberten Stadt Antiochia von einem moslemischen Heer belagert wurden, motivierte der unverhoffte Fund der so genannten „Heiligen Lanze von Antiochia“ durch Petrus Bartholomaeus sie so stark, dass die ca. 20.000 Kreuzfahrer einen Ausfall unternahmen und die mit über 200.000 Mann übermächtigen Belagerer besiegten. Die Authentizität der Heiligen Lanze von Antiochia wurde noch während des Kreuzzugs von Arnulf von Chocques angezweifelt. Petrus Bartholomaeus erbot sich im April 1099, sich einer Feuerprobe zu unterziehen. Da er diese (vermutlich) nur schwer verletzt überlebte und wenige Tage später verstarb, galt die Lanze unter den meisten Kreuzfahrern danach als Fälschung. Der Verbleib der Heiligen Lanze von Antiochia ist unbekannt.
Der Apostel Thaddäus soll eine Lanze, mit der auf Golgatha der Tod Christi festgestellt wurde, nach Armenien gebracht haben. Sie wurde in dem im 4. Jahrhundert gegründeten Geghard-Kloster (40 Kilometer südöstlich von Jerewan) aufbewahrt. So erhielt das Kloster um 1250 seinen heutigen Namen: Geghardavank („Kloster zur Heiligen Lanze“). Bis in die Gegenwart ist Geghard eine der bedeutendsten Wallfahrtsstätten der armenischen Christen. Dort befindet sich die Reliquie im Museum der Kathedrale von Etschmiadsin.
König Ludwig IX. von Frankreich (1214–1270), der zwei Kreuzzüge anführte, brachte viele Reliquien nach Paris, so die Dornenkrone, zu deren Aufbewahrung er die Sainte-Chapelle erbauen ließ, und die Spitze einer Lanze, die dem römischen Hauptmann Longinus gehört haben soll.

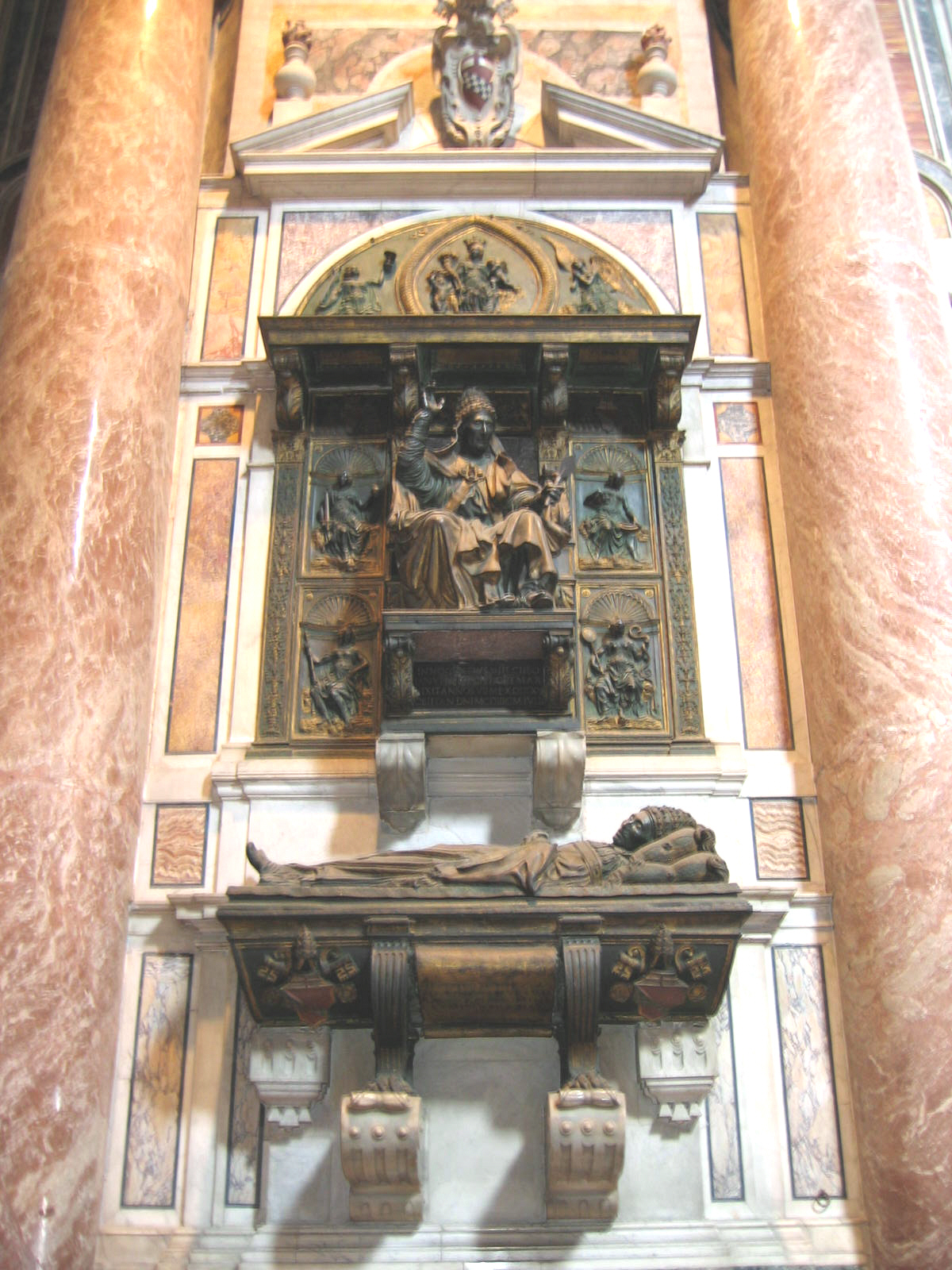
Grabmal Innozenz VIII. im Petersdom, ursprünglich im Alten Petersdom: Der dargestellte Verstorbene wird mit der Spitze der Lanze in der Hand dargestellt

Im Jahr 1492 bot Sultan Bajazeth II. dem Papst Innozenz VIII. eine „Longinus-Lanze“ an, die nach der Eroberung von Konstantinopel 1453 aus der Pharos-Palastkapelle in seinen Besitz gekommen sei und deren abgebrochene äußerste Spitze die von Ludwig IX. nach Paris gebrachte Reliquie gewesen sein soll. Diese Papstlanze befindet sich im Petersdom in Rom. Das vordere Ende der Lanzenspitze aus der Sainte-Chapelle ging während der Französischen Revolution verloren.
Kaiser Otto III. ließ zwei Kopien der ihm mit den Reichsinsignien übergebenen Heiligen Lanze herstellen. Diese übergab er an die Fürsten Polens und Ungarns. Wie viel Originalmaterial der ursprünglichen Heiligen Lanze in die Kopien eingearbeitet worden ist, ist nicht bekannt. Die polnische Lanze befindet sich in der Schatzkammer der Kathedrale von Krakau.